# Pertteli
Pertteli este o fostă comună din Finlanda.